# Carlos Incháustegui
Carlos Incháustegui Díaz (4 de febrero de 1924 - 2 de abril de 2008) fue un antropólogo y escritor, uno de los fundadores del Instituto Nacional Indigenista.

## Vida
Joven aún viajó a México para estudiar en la Escuela Nacional de Antropología e Historia, estableciéndose definitivamente en ese país. Al terminar sus estudios recorrió en toda su extensión la geografía mexicana, convirtiéndose en un defensor y promotor de las causas indígenas a las que dedicó esencialmente su vida profesional y su obra antropológica. Tras 50 años de tarea en favor del indigenismo mexicano, falleció en México el año de 2008
Inició en la década de los 60, en Huahutla, Oaxaca, el Programa del Café del Instituto Nacional Indigenista. En la Mixteca poblana procuró la dignificación de los tejedores de palma sumidos en la miseria y la ignorancia. En el Temascal sostuvo y defendió programas para mejorar las condiciones de vida de los indios mazatecos. En Centla, Tabasco, contribuyó con la lucha de los chontales ante la irrupción del auge petrolero que desquició la vida de la etnia.
Fue director fundador de los Centros Coordinadores Indigenistas de Papantla, Veracruz;  Zacapoaxtla, Puebla; y Huautla de Jiménez, Oaxaca. 
Utilizó la antropología como un instrumento de lucha social y de defensa de las etnias indígenas del sur de México ante las inequidades con que el sistema establecido y el "desarrollo" han victimado a los pueblos originales de las regiones donde trabajó. Solía decir que:

"..la antropología es un arma de dos filos, sirve tanto a los explotadores como a los explotados, porque es como un martillo en manos de un carpintero: le sirve para machucarse los dedos o para construir una silla..."

## Obra escrita
Entre otros libros, escribió:
- Las márgenes del Tabasco chontal (1987)
- Los chontales de Centla (1985)
- Relatos del mundo mágico mazateco (1977)
- Figuras en la niebla: Relatos y creencias de los mazatecos (1984)
- La mesa de plata: cosmogonía y curanderismo entre los mazatecos de Oaxaca (1994)
- Navegantes prehispánicos: apuntes y notas para un estudio de la navegación prehispánica en el Mar de las Antillas, sur y norte de las costas americanas del Océano Pacífico (1994)

Todos sus libros, a manera de testimonios y en algún caso de denuncia, fueron redactados a partir de sus propias experiencias y de la convivencia que tuvo con los grupos indígenas mexicanos.